# Avapessa
Avapessa je naselje in občina v francoskem departmaju Haute-Corse regije - otoka Korzika. Leta 2008 je naselje imelo 79 prebivalcev.

## Geografija
Kraj leži v severozahodnem delu otoka Korzike 80 km jugozahodno od središča Bastie.

## Uprava
Občina Avapessa skupaj s sosednjimi občinami Algajola, Aregno, Belgodère, Cateri, Costa, Feliceto, Lavatoggio, Mausoléo, Muro, Nessa, Novella, Occhiatana, Olmi-Cappella, Palasca, Pioggiola, Speloncato, Vallica in Ville-di-Paraso sestavlja kanton Belgodère s sedežem v Belgodèru. Kanton je sestavni del okrožja Calvi.